# بدهی خون
بدهی خون (به هندی: Khoon Ka Karz) فیلمی محصول سال ۱۹۹۱ و به کارگردانی موکول اس. آناند است. در این فیلم بازیگرانی همچون وینود کانا، سانجی دات، راجینیکانت، دیمپل کاپادیا، سانجیتا بجلانی ایفای نقش کرده‌اند.